# 吹管防空飛彈
吹箭防空飛彈（英語：Blowpipe surface-to-air missile）是由英國肖特兄弟公司（Short）研發的步兵用肩射式防空飛彈。吹管飛彈比其他肩射式防空飛彈不同之處，是導引方式不是被動式紅外線，採而是使用無線電控制，因此射手在飛彈擊中目標前仍需要操控飛彈，不能射後不理。

## 歷史
1964年，肖特兄弟向英國國防部呈交了一份名為吹管的計畫書，以研發一款能由單兵操作使用的防空飛彈，這款新型武器將沿用海貓飛彈的光學瞄準導引模式，而非同時期美國的紅眼防空飛彈和蘇聯的箭-1防空飛彈使用的紅外線導引模式，相對於早期的紅外線導引便攜式防空飛彈只能在敵機飛越發射者後再瞄準尾部攻擊，使用手動視線指令導引模式的吹管防空飛彈將能正面迎擊來襲的敵機，且能攻擊紅外訊號較低的直升機等空中目標。當時英國總參謀部及蒙巴頓勛爵對這個武器很感興趣，但英國皇家空軍則對陸軍同僚識別友方軍機的能力表示懷疑，並認為該武器須具備一定程度的敵友識別系統。然而，由於當時的英國軍隊並沒有提出與單兵防空飛彈相關的需求，因此總參謀部僅為此起草了一份開發單兵自衛防空武器的徵求建議書，且吹管防空飛彈的預估性能並不符合該需求，而後對吹管防空飛彈的設計進行許多調整後，肖特兄弟才總算讓吹管飛彈的試作原型得標NGST.3156開發項目。
在NGST.3156項目進入名為NGSR.3156的需求階段後，肖特兄弟獲得了英國國防部的投資基金，並被英國航空部登記編號為RF.268。這款防空飛彈一開始依循陸軍以冷兵器命名的傳統被命名為匕首（Dagger），但在該款裝備正式服役後又被改成了吹管。吹管防空飛彈被設計為能由一名士兵扛在肩膀上操作使用，且發射器與瞄準裝置可拆解分裝以方便陸軍部隊攜帶。飛彈發射後將發動光點（Blip）火箭引擎使彈體射出發射管並展開摺疊翼，隨後克拉克（Crake）維持階段火箭引擎便會啟動並將飛彈加速至1.5馬赫。發射後，砲手可使用瞄準鏡將目標及飛彈納入視野內，然後通過觀察目標與飛彈的相對位置，以拇指推動發射器上的操作桿來輸入操作指令，最後發射器上的天線將無線電指令傳送給飛彈，再讓飛彈鼻錐上的4片翼面滾轉以改變飛行方向。
在吹管防空飛彈成功外銷給許多國家後，肖特兄弟曾計畫研發名為海吹管（Seapipe）的艦載型號，以協助軍艦對抗反艦飛彈等威脅，相較於半主動雷達導引的飛彈易受低空多径效应的干擾而性能不佳，手動視線指令導引的飛彈在貼近海面的低空不會受到負面影響。六聯裝的海吹管發射器曾計畫安裝於SR.N6氣墊船及作為潛射飛彈（SLAM, Submarine Launched Air-flight Missile）安裝於潛艇司令塔上，如艾尼亞斯號潛艦，但最終英國皇家海軍並未正式裝備此系統，這可能是由於潛艇極為脆弱且重視隱匿性，因此幾乎不可能特地上浮以使用防空飛彈反擊反潛機的原因。
1980年代，在美國的刺針飛彈和蘇聯的箭-3防空飛彈推出後，吹管飛彈已經變得非常過時了，為此英國決定研發新一代的标枪防空导弹及星暴防空导弹。

## 概要

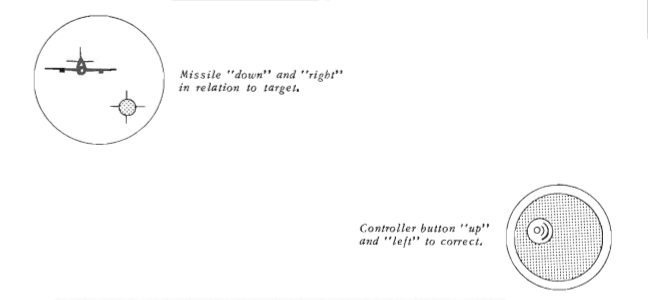
瞄準鏡中可見飛彈位於目標飛機的右下方，因此砲手需將操作桿向左上角推動，以使飛彈向左上方的飛機飛行。

由於1970年代初的紅外線尋標器的靈敏度仍然受到當年的電子技術限制，如美國的FIM-43紅眼便攜式防空飛彈和蘇聯的9K32便携式防空导弹都採用紅外線歸向制導，具備射後不理的能力，但由於當年的紅外線尋標器只能有效鎖定噴射飛機紅外線最強的引擎尾焰，對於飛機側面及正面的鎖定能力很差，而且可以鎖定的距離短，感測的角度又很窄，需要指向敵機的機尾才有可能成功鎖定及發射飛彈，如果敵機採取干擾手段，命中率將會被大幅降低。因此吹管防空飛彈沒有採用紅外線歸向，而是採用無線電遙控至瞄準線，射手使用發射器的望遠鏡找到目標後發射飛彈，之後要用發射器的操控杆，把飛彈的尾焰與在望遠鏡中心線的目標重疊，並要持續操作至擊中目標，故此射手必須對飛彈的操作十分熟練，其優點是即使敵機迎面而來，也可以發射飛彈迎戰，而不會受制於早年紅外線歸向飛彈只能追尾攻擊的限制。
吹管飛彈的導控方式是較原始的設計，因為射手在發射飛彈後，要一邊保持敵機在望遠鏡的中心，對於移動的目標便要托著發射器轉動身體，一邊又要使用發射器的操控桿遙控飛彈到望遠鏡的中心線，由於飛彈的航向全由手動控制，需要眼明手快及身體協調度高才能達成，訓練的難度比紅外線自動歸向的飛彈大得多，吹管飛彈的導控方式也不可能在天氣不佳或夜間達成。英國下一代的標槍防空導彈改用瞄準線半自動指令方式操控，射手不需使用操控桿遙控飛彈，只要把目標保持在望遠鏡的瞄準線便能使飛彈自動飛向目標。

## 福克蘭戰爭
在1982年5月至6月的福克蘭戰爭中，英軍的吹管飛彈擊落了9架阿根廷戰機，但阿根廷軍也有裝備吹管飛彈並擊落了兩架英軍的瞪羚直升機。
在马岛战争中，英、阿双方都使用了吹管导弹。对于高速飞行的飞机，吹管导弹发射手需要20秒时间发现目标、瞄准、开火。陆战队准将朱利安·汤普森把它比作用排水管击落野鸡。官方报告称英军发射95发吹管导弹，击落了9架目标，都是慢速飞行飞机或直升机。2005年版的官方版本战史承认仅有两架目标被击落：英军一架編號XZ972的GR3鹞式被阿根廷陆军特種部队击落，阿根廷一架編號0766（4-A-114）的MB-339教练机在绿鹅战役。
吹管导弹在迎头攻击或者尾追一架高速飞离目标时的效能特别糟糕。马岛战后，英军撤装吹管导弹。1986年，一些储备品秘密装备了在阿富汗抗苏的圣战者游击队。这一导弹系统再次证明是差劲的，但聖戰者較常將吹管防空飛彈用於攻擊地面的車輛，而以美國的刺針飛彈攻擊空中目標。吹管防空飛彈最终被美国的毒刺导弹替换。2012年5月，吹管导弹还出现在阿富汗的装备中。

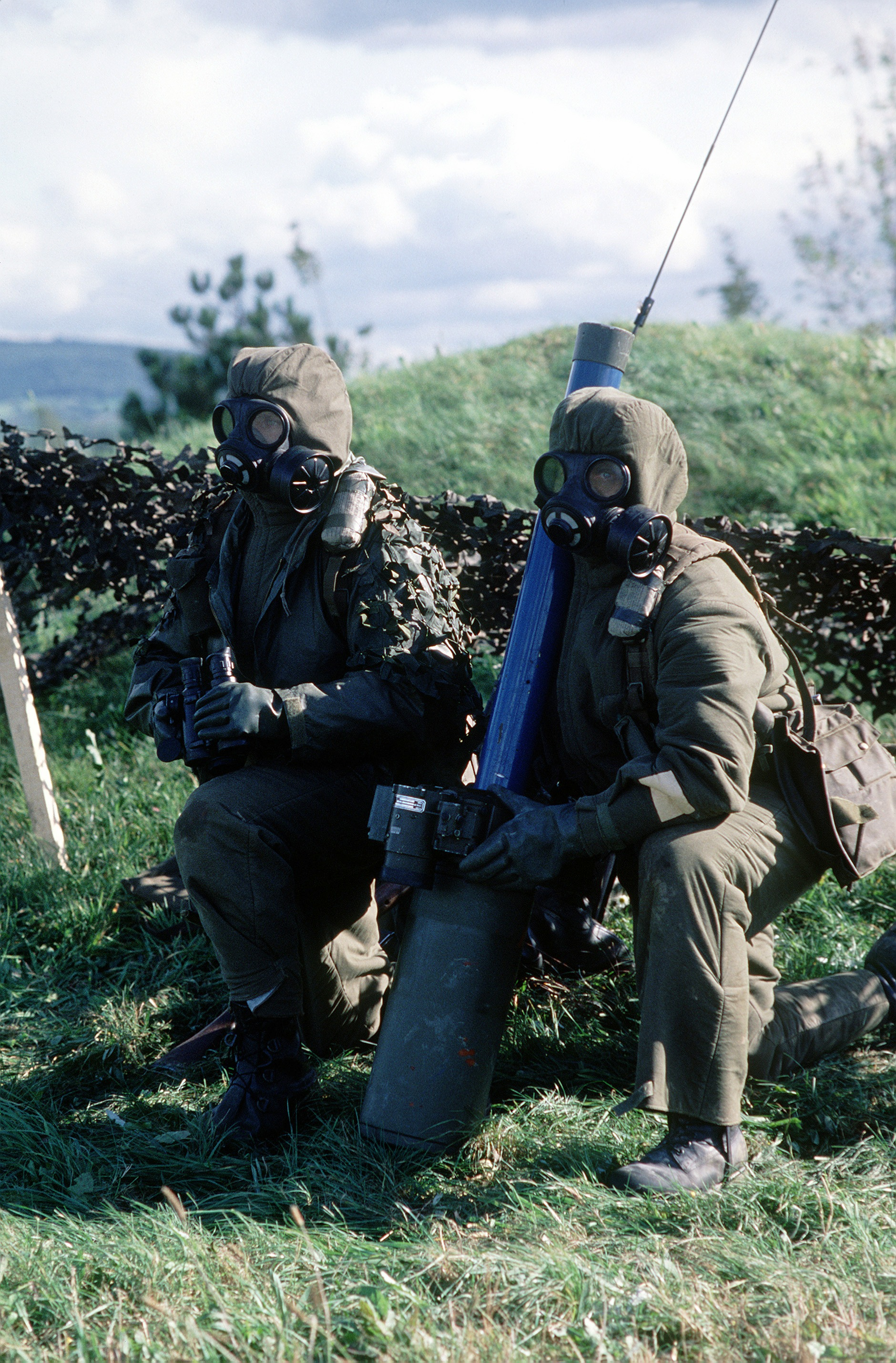
从侧面看，飛彈發射器前部与后部的弹径相差悬殊
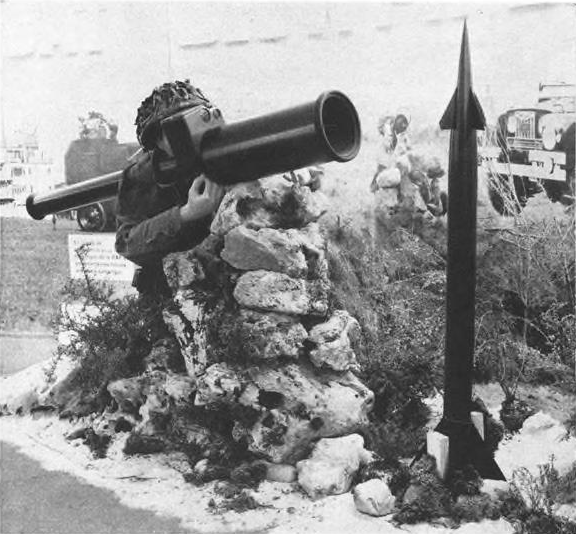
吹管防空飛彈彈體與發射者
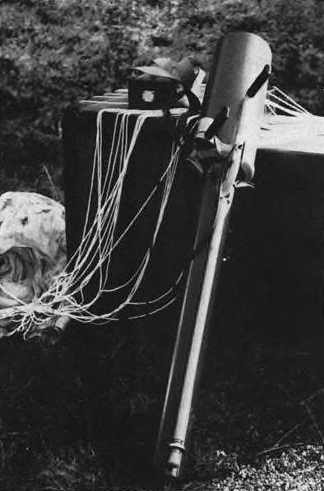
未安裝瞄準裝置的發射管
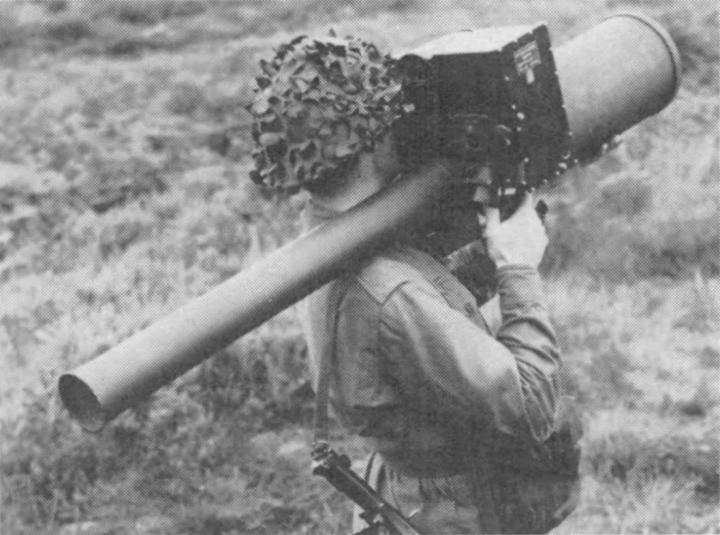
吹管飛彈的發射者正以右手拇指操控飛彈飛行

## 使用國家

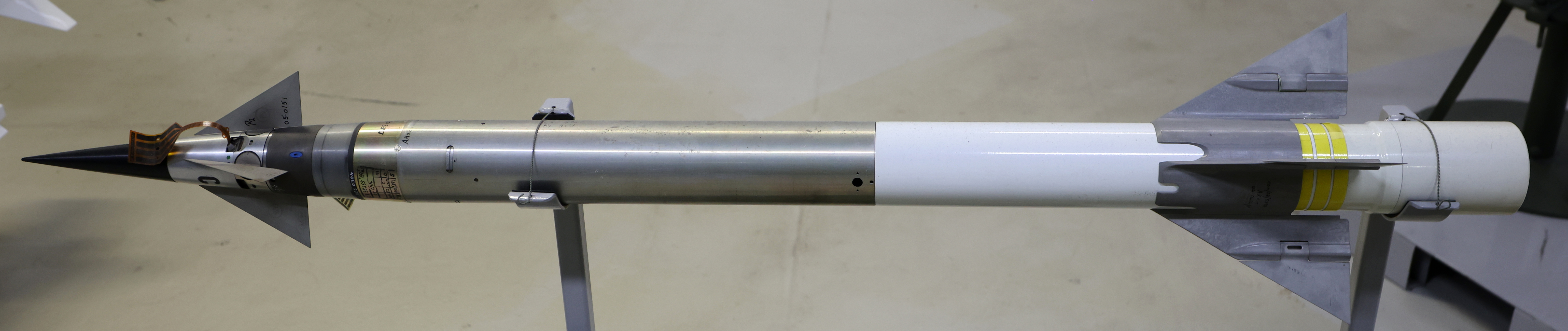
吹管防空飛彈彈體

- 英国
- 阿根廷
- 加拿大
- 葡萄牙
- 奈及利亞
- 阿联酋
- 马拉维
- 智利
- 泰國
- 阿曼

## 參閲
- FIM-92刺針便攜式防空飛彈
- FIM-43紅眼便攜式防空飛彈
- 9K32便携式防空导弹
- 红缨-5便携式防空导弹

### 引文
1. 1 2 3  . September 27, 2007  [2024-04-07]. （原始内容存档于2007-09-27）.
2. 1 2  Friedman 1997，第409頁.
3. ↑  Cullen & Foss 1992，第50頁.
4. 1 2  Gibson & Buttler 2007，第71頁.
5. 1 2 3 4  Gibson & Buttler 2007，第72頁.
6. ↑  Gibson & Buttler 2007，第73頁.
7. 1 2  Gibson & Buttler 2007，第74頁.
8. ↑  Cagle, Mary T.  (PDF). Redstone Arsenal, U.S. Army Missile Command. 23 May 1974: 198. （原始内容 (PDF)存档于22 February 2004）.
9. 1 2  . GlobalSecurity.org.   [2024-07-27].
10. ↑  . Military Factory.   [2024-07-27]. （原始内容存档于2024-12-11）.
11. ↑  . Forecast International. 1999-04  [2024-07-27]. （原始内容存档于2018-02-23）.
12. ↑  . Air & Space Power Journal. Summer 1989. （原始内容存档于12 August 2007）.
13. ↑  Freedman 2005，第732-735頁.
14. ↑  .   [2014-10-06]. （原始内容存档于2011-05-15）.
15. ↑  The Campaign for the Caves: The battles for Zhawar, Lester W. Grau and Ali Ahmad Jalali （页面存档备份，存于） 13 missiles fired for no hits
16. ↑  . Australian Defence Imagery Library. Australian Defence Force. June 7, 2012  [10 June 2012]. （原始内容存档于2016-04-18）. Afghan National Security Force and Special Operations Task Group uncovered a substantial weapon and munitions cache in during a mission in Tarin Kot, Uruzgan province. The cache contained ... three Blowpipe missiles ...

### 書目
- Cullen, Tony; Foss, Christopher F.  5th. Coulsdon, UK: Jane's Data Division. 1992. ISBN 0710609795 （英语）.
- Freedman, Lawrence. . Routledge. 11 August 2005. ISBN 9780415419116 （英语）.
- Friedman, Norman. . US Naval Inst Pr. 1997. ISBN 1-55750-268-4 （英语）.
- Gibson, Chris; Buttler, Tony. . Midland Publishing. 2007. ISBN 9781857802580 （英语）.